# Friedrich Panzer (Germanist)
Friedrich Panzer (* 4. September 1870 in Asch, Böhmen; † 18. März 1956 in Heidelberg) war ein deutscher Germanist und Professor an der Johann-Wolfgang-Goethe-Universität Frankfurt am Main und der Ruprecht-Karls-Universität Heidelberg. 

## Leben
Der Sohn eines Fabrikanten besuchte das Gymnasium in Eger und studierte an den Universitäten Leipzig, Jena, München und Wien Germanistik und Kunstgeschichte. Während seines Studiums wurde er 1889 Mitglied der Burschenschaft Germania Jena. 1894 habilitierte er sich bei Hermann Paul als Privatdozent in München. Die Albert-Ludwigs-Universität Freiburg berief ihn 1901 als a.o. Professor. 1905 erhielt er einen Lehrstuhl an der Akademie für Sozial- und Handelswissenschaften in Frankfurt am Main, aus der 1914 die Goethe-Universität hervorging. Dort war er Rektor von 1911 bis 1913. 1916 wurde er Geheimer Regierungsrat. Ab 1919 bis 1936 lehrte er in Heidelberg, wo er auch Rektor wurde. 1941 bis 1947 war er Präsident der Heidelberger Akademie der Wissenschaften. Seit 1949 war er korrespondierendes Mitglied der Bayerischen Akademie der Wissenschaften.
Er befasste sich mit der Literatur der germanischen Zeit und des hohen Mittelalters sowie den frühen deutschen Kunstdenkmalen, namentlich der Bildhauerei und Ornamentik. Dabei untersuchte er die Wechselbeziehungen zwischen bildender Kunst und Literatur.
Besonders die Märchenforschung und die Heldensagen (Kudrun) beschäftigten ihn. Am Lebensende gab er das Nibelungenlied neu heraus.
Daneben wirkte er auch als Vorsitzender des Deutschen Germanistenverbandes von 1922 bis 1933 und gab die Zeitschrift für den deutschen Unterricht (ab 1920 Zeitschrift für Deutschkunde) heraus. Ihm ging es um die Etablierung einer stark nationalistisch orientierten Deutschkunde im deutschen Schulwesen, besonders der Weimarer Republik, und er stellte sich gegen den altsprachlichen Unterricht. 1922 hielt er den Vortrag Deutschkunde als Mittelpunkt deutscher Erziehung. Konkret trat er in der Nachfolge der Gebrüder Grimm für die Vermittlung von Sagen und Volksliedern als Quell des Deutschtums in der kindlichen Seele und für das Erlernen der älteren deutschen Sprachschichten in der Schule (statt der alten Sprachen) ein. Einfluss hatte er damit auf die Richertsche Gymnasialreform in Preußen 1925. 1930 erhielt er die Brüder-Grimm-Denkmünze und im Jahr 1940 wurde ihm die Goethe-Medaille für Kunst und Wissenschaft verliehen.
1933 trat Panzer dem NS-Lehrerbund (NSLB) bei, nicht aber der NSDAP. Noch 1936 promovierte unter ihm der angehende Rabbiner Jechiel Bin-Nun zum Thema Jiddisch und die deutschen Mundarten, wobei Panzer selbst den Anstoß zu dieser Dissertation gegeben hatte.

## Schriften
- als Herausgeber: Wernher der Gartenaere: Meier Helmbrecht (= Altdeutsche Textbibliothek. 11). Niemeyer, Halle an der Saale 1902, (Digitalisat; mehrere Auflagen).
- als Herausgeber: Die Kinder- und Hausmärchen der Brüder Grimm in ihrer Urgestalt. 2 Bände. Beck, München 1913.
- als Herausgeber mit Walther Hofstaetter: Grundzüge der Deutschkunde. 2 Bände. Teubner, Leipzig 1925–1929.